# Elecciones presidenciales de Estados Unidos de 2020 en Utah
Las elecciones presidenciales de Estados Unidos de 2020 en Utah se llevaron a cabo el 3 de noviembre de 2020, como parte de las elecciones presidenciales de Estados Unidos de 2020. Los votantes de Utah eligieron a los seis electores que los representarían en el Colegio Electoral mediante votación popular.
Antes de las elecciones, las 14 organizaciones de noticias proyectaban que Utah se inclinaba hacia Trump, por lo que se lo consideró un estado rojo seguro. A lo largo de la campaña, Trump no superó el 60% en una sola encuesta realizada. Algunas encuestas incluso mostraron que el presidente lideraba por un solo dígito contra Biden, lo que probablemente indicaría una contienda más reñida de lo normal en este bastión tradicionalmente republicano.
Trump ganó Utah con el 58.13% de los votos y un margen del 20.5%. Tuvo un buen desempeño en las áreas rurales, así como en algunos condados más grandes como Utah, Davis y Weber. Sin desafíos importantes de terceros, Trump mejoró su porcentaje de votos en un 13%. Según las encuestas de salida de Associated Press, la fuerza de Trump en Utah provino de los mormones: el 53% de los votantes se identificaron como mormones, y Trump recibió el 72% de sus votos. Trump también ganó en las áreas suburbanas, que representan el 57% del estado, con el 54% de los votos.

## Resultados

### Generales
| Partido       | Partido                 | Candidato       | Votos     | %     |
| ------------- | ----------------------- | --------------- | --------- | ----- |
|               | Republicano             | Donald Trump    | 865,140   | 58.13 |
|               | Demócrata               | Joe Biden       | 560,282   | 37.65 |
|               | Libertario              | Jo Jorgensen    | 38,447    | 2.58  |
|               | Independiente           | Kanye West      | 7,213     | 0.48  |
|               | Constitución            | Don Blankenship | 5,551     | 0.37  |
|               | Verde                   | Howie Hawkins   | 5,053     | 0.34  |
|               | Independiente           | Brock Pierce    | 2,623     | 0.18  |
|               | Independiente           | Joe McHugh      | 2,229     | 0.15  |
|               | Socialismo y Liberación | Gloria La Riva  | 1,139     | 0.08  |
| Escritos      | Escritos                | Escritos        | 612       | 0.04  |
|               |                         |                 |           |       |
| Total         | Total                   | Total           | 1,488,289 | 100   |
| Participación | Participación           | Participación   |           | 69.17 |
| Registrados   |                         |                 |           |       |
|               |                         |                 |           |       |
| Fuente:       |                         |                 |           |       |

### Por condado
|            | Trump Republicano | Trump Republicano | Biden Demócrata | Biden Demócrata | Jorgensen Libertario | Jorgensen Libertario | West Independiente | West Independiente | Blankenship Constitución | Blankenship Constitución | Otros  | Otros | Total   | Margen  | Margen |
| Condado    | Votos             | %                 | Votos           | %               | Votos                | %                    | Votos              | %                  | Votos                    | %                        | Votos  | %     | Total   | Votos   | %      |
| ---------- | ----------------- | ----------------- | --------------- | --------------- | -------------------- | -------------------- | ------------------ | ------------------ | ------------------------ | ------------------------ | ------ | ----- | ------- | ------- | ------ |
| Beaver     | 2,695             | 86.94             | 357             | 11.52           | 23                   | 0.74                 | 7                  | 0.23               | 4                        | 0.13                     | 14     | 0.45  | 3,100   | 2,338   | 75.42  |
| Box Elder  | 21,548            | 78.87             | 4,473           | 16.37           | 614                  | 2.25                 | 112                | 0.41               | 134                      | 0.49                     | 439    | 1.61  | 27,320  | 17,075  | 62.50  |
| Cache      | 38,032            | 65.17             | 16,650          | 28.53           | 1,796                | 3.08                 | 230                | 0.39               | 351                      | 0.60                     | 1,299  | 2.23  | 58,358  | 21,382  | 36.64  |
| Carbon     | 6,693             | 71.05             | 2,392           | 25.39           | 151                  | 1.60                 | 44                 | 0.47               | 22                       | 0.23                     | 118    | 1.25  | 9,420   | 4,301   | 45.91  |
| Daggett    | 496               | 79.74             | 111             | 17.85           | 7                    | 1.13                 | 2                  | 0.32               | 2                        | 0.32                     | 4      | 0.64  | 622     | 385     | 61.89  |
| Davis      | 104,135           | 60.04             | 57,411          | 33.10           | 5,004                | 2.89                 | 1,012              | 0.58               | 827                      | 0.48                     | 5,045  | 2.90  | 173,434 | 46,724  | 26.94  |
| Duchesne   | 7,513             | 87.75             | 843             | 9.85            | 107                  | 1.25                 | 18                 | 0.21               | 21                       | 0.25                     | 60     | 0.71  | 8,562   | 6,670   | 77.90  |
| Emery      | 4,207             | 85.89             | 572             | 11.68           | 47                   | 0.96                 | 15                 | 0.31               | 4                        | 0.08                     | 53     | 1.07  | 4,898   | 3,635   | 74.21  |
| Garfield   | 2,158             | 78.99             | 514             | 18.81           | 37                   | 1.35                 | 2                  | 0.07               | 3                        | 0.11                     | 18     | 0.66  | 2,732   | 1,644   | 60.18  |
| Grand      | 2,248             | 43.19             | 2,806           | 53.91           | 62                   | 1.19                 | 19                 | 0.37               | 5                        | 0.10                     | 65     | 1.25  | 5,205   | -558    | -10.72 |
| Iron       | 18,989            | 75.64             | 4,892           | 19.49           | 666                  | 2.65                 | 94                 | 0.37               | 88                       | 0.35                     | 375    | 1.49  | 25,104  | 14,097  | 56.15  |
| Juab       | 5,087             | 86.18             | 645             | 10.93           | 91                   | 1.54                 | 13                 | 0.22               | 16                       | 0.27                     | 51     | 0.87  | 5,903   | 4,442   | 75.72  |
| Kane       | 2,998             | 71.30             | 1,083           | 25.76           | 51                   | 1.21                 | 15                 | 0.36               | 16                       | 0.38                     | 42     | 1.00  | 4,205   | 1,915   | 45.54  |
| Millard    | 5,404             | 87.30             | 624             | 10.08           | 64                   | 1.03                 | 16                 | 0.26               | 26                       | 0.42                     | 56     | 0.91  | 6,190   | 4,780   | 77.22  |
| Morgan     | 5,181             | 78.43             | 1,086           | 16.44           | 160                  | 2.42                 | 35                 | 0.53               | 21                       | 0.32                     | 123    | 1.87  | 6,606   | 4,095   | 61.99  |
| Piute      | 773               | 88.44             | 86              | 9.84            | 7                    | 0.80                 | 3                  | 0.34               | 1                        | 0.11                     | 4      | 0.45  | 874     | 687     | 78.60  |
| Rich       | 1,157             | 84.51             | 180             | 13.15           | 14                   | 1.02                 | 4                  | 0.29               | 3                        | 0.22                     | 11     | 0.81  | 1,369   | 977     | 71.36  |
| Salt Lake  | 230,174           | 42.11             | 289,906         | 53.04           | 12,219               | 2.24                 | 2,590              | 0.47               | 1,570                    | 0.29                     | 10,122 | 1.85  | 546,581 | -59,732 | -10.93 |
| San Juan   | 3,535             | 51.20             | 3,113           | 45.09           | 99                   | 1.43                 | 45                 | 0.65               | 28                       | 0.41                     | 84     | 1.22  | 6,904   | 422     | 6.11   |
| Sanpete    | 10,459            | 82.19             | 1,794           | 14.10           | 215                  | 1.69                 | 39                 | 0.31               | 50                       | 0.39                     | 168    | 1.33  | 12,725  | 8,665   | 68.09  |
| Sevier     | 9,052             | 87.35             | 1,084           | 10.46           | 133                  | 1.28                 | 28                 | 0.27               | 31                       | 0.30                     | 35     | 0.34  | 10,363  | 7,968   | 76.89  |
| Summit     | 10,252            | 39.00             | 15,244          | 57.99           | 367                  | 1.40                 | 86                 | 0.33               | 25                       | 0.10                     | 315    | 1.18  | 26,289  | -4,992  | -18.99 |
| Tooele     | 21,014            | 66.67             | 8,943           | 28.37           | 958                  | 3.04                 | 152                | 0.48               | 181                      | 0.57                     | 270    | 0.86  | 31,518  | 12,071  | 38.30  |
| Uintah     | 13,261            | 86.28             | 1,663           | 10.82           | 226                  | 1.47                 | 37                 | 0.24               | 56                       | 0.36                     | 127    | 0.86  | 15,370  | 11,598  | 75.46  |
| Utah       | 192,812           | 66.69             | 76,033          | 26.30           | 10,377               | 3.59                 | 1,680              | 0.58               | 1,375                    | 0.48                     | 6,824  | 2.37  | 289,101 | 116,779 | 40.39  |
| Wasatch    | 10,795            | 60.68             | 6,187           | 34.78           | 352                  | 1.98                 | 86                 | 0.48               | 53                       | 0.30                     | 317    | 1.77  | 17,790  | 4,608   | 25.90  |
| Washington | 67,294            | 73.82             | 20,530          | 22.52           | 1,742                | 1.91                 | 298                | 0.33               | 220                      | 0.24                     | 1,076  | 1.19  | 91,160  | 46,764  | 51.30  |
| Wayne      | 1,229             | 75.40             | 365             | 22.39           | 9                    | 0.55                 | 7                  | 0.43               | 3                        | 0.18                     | 17     | 1.03  | 1,630   | 864     | 53.01  |
| Weber      | 65,949            | 58.54             | 40,695          | 36.13           | 2,849                | 2.53                 | 524                | 0.47               | 415                      | 0.37                     | 2,217  | 1.97  | 112,649 | 25,254  | 22.41  |